# Milești
Milești è un comune della Moldavia situato nel distretto di Nisporeni di 2.282 abitanti al censimento del 2014.
Nella città si trova una chiesa (ortodossa) e un parco di grandi dimensioni dove si svolgono attività sportive, giochi logici (come la dama), musica e dove si tengono le feste locali.